# Epirb
Emergency position-indicating rádio beacons – EPIRB, são transmissores de localização usados em situações de emergência, operados através do consórcio de satélites (COSPAS-SARSAT), Quando ativado, este aparelho envia sinais intermitentes com dados que possibilitam a localização das pessoas, embarcações ou aeronaves necessitando de resgate.
Este equipamento é parte do Sistema de Apoio a Segurança Marítima Global (Global Maritime Distress Safety System), liderado pelos Estados Unidos.
O propósito básico dessa tecnologia é possibilitar o resgate mais rápido possível da(s) vítima(s), quando é conhecido estatisticamente, que a maioria de acidentados sobrevive apenas aos primeiros dias, quando não apenas ao primeiro dia, dependendo das situações.
Entre 1982 e 2002, esse sistema possibilitou o salvamento de cerca de 14.700 pessoas.  No ano de 2002, foi registrado cerca de 82.000 usos do sistema, ajudando a diversas pessoas no mundo inteiro.

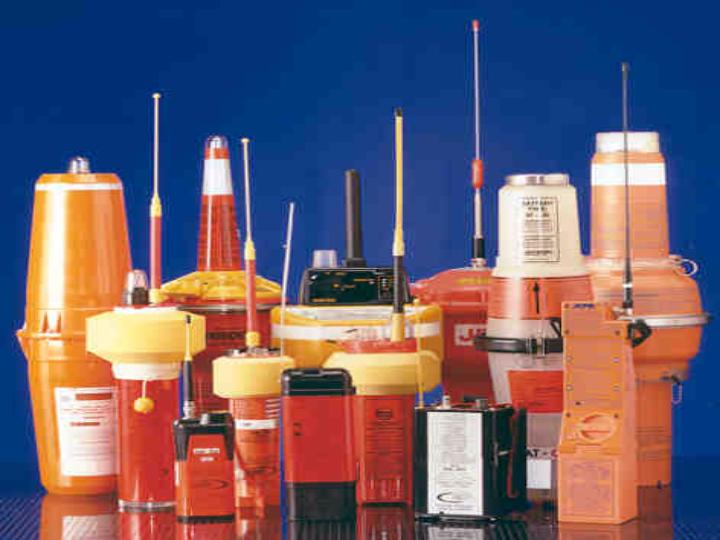
EPIRB.

A maioria dos equipamentos são de cores fortes (a  mais usada é a vermelha), são à prova d’água, medem cerca de 30 cm de lado, e pesam cerca de 2 a 5 kg. Podem ser comprados em lojas de suprimentos náuticos, aeronáuticos ou lojas de campismo especializadas. As unidades têm uma vida útil de 10 anos, e são fabricadas de modo a operar em condições adversas (-40 °C a 40 °C), e transmitem o sinal durante 24 ou 48 horas.

## Funcionamento
1 - Quando accionado o sinal de 406 MHz é captado primeiro por satélites GOES (geoestacionários) localizados a cerca de 36000Km de altitude, e em seguida pelos satélites da rede COSPAS SARSAT, em órbita a cerca de 1000Km, que localizam a posição de origem do sinal de socorro e retransmite a informação para a estação terrena. O sinal do EPIRB contém também a identificação da embarcação ou aeronave e seu código.
2 - A estação terrena recebe o sinal e o retransmite para ao Centro de Controle da Missão.
3 - O  Centro de Controle da Missão combina a informação recebida com as de outras recepções de satélite, refina a localização, adiciona a informação de registo do transmissor e gera uma mensagem de alerta. Esta mensagem é então transmitida ao Centro de Coordenação de Salvamento em cuja área está localizado o sinal.
- O Centro de Coordenação de Salvamento do Brasil está localizado no Primeiro Centro Integrado de Defesa Aérea e Controle de Tráfego Aéreo - CINDACTA I, em Brasília.
- O Centro de Busca e Salvamento em Portugal está situado em Oeiras
4 - A mensagem de alerta sobre embarcações ou aeronaves acidentadas ou em situação de perigo, são recebidos pelo Centro de Coordenação de Salvamento marítimo (SALVAMAR) ou aeronáutico (SALVAERO) que coordenam os recursos disponíveis para as acções de busca e salvamento.
5 - Os Recursos de Busca e Salvamento (SAR) são enviados pela Guarda Costeira ou outra entidade, no Brasil é a Força Aérea Brasileira, Marinha do Brasil ou pessoal SAR local. Recursos SAR incluem aeronaves de asas fixas, helicópteros, embarcações, pessoal especializado e até recursos comerciais ou privados, quando necessários. Os Recursos SAR localizam pessoas acidentadas ou náufragos e os resgatam.

## Tipos
Existem dois tipos de EPIRBs: os activados manualmente, e os activados automaticamente.
Os equipamentos activados automaticamente são instalados de modo, que, ao se soltarem do local de instalação, são accionados, provendo assim, uma segurança a mais a bordo.